# ジャニーヌ・バザン
ジャニーヌ・バザン（Janine Bazin、1923年1月29日 - 2003年5月31日 ）は、フランスの映画プロデューサー。ヌーヴェルヴァーグの精神的父親アンドレ・バザンの妻であり、テレビドキュメンタリーシリーズ『われらの時代のシネアストたち Cinéastes de notre temps』のプロデューサーとして知られる。

## 来歴・人物
- 1923年1月29日、フランス・パリに生まれる。旧姓キルシュ（Kirsch）。
- 1944年8月末以降のリヴェラシオンの時期には、「労働と文化 Travail et culture」で秘書を務めていた。そこで夫となるアンドレと出逢い、結婚。
- 1947年 - 1948年ころ、学業を放棄してシネクラブを組織する少年フランソワ・トリュフォーと出逢う。
- 1949年、長男フローランを出産。少年鑑別所に入れられた17歳のトリュフォー少年を引き取り、1957年の彼の結婚までの約8年間にわたる家族同然の生活が始まる。
- 1958年11月11日、アンドレと死別。トリュフォーにとっては長編第一作『大人は判ってくれない』の撮影を開始したその日だった。
- 1964年、アンドレ・S・ラバルトともにテレビドキュメンタリーシリーズ『われらの時代のシネアストたち Cinéastes de notre temps』（製作ORTF）の製作を開始する。1972年まで全53本すべてプロデュースする。
- 1984年10月21日、トリュフォー死去。
- 1986年、アントル・ヴュ（Entre Vues、ベルフォール国際映画祭）を創始する。デビュー1-3本目の作品を集めた映画祭である。開催地はテリトワール＝ド＝ベルフォール県県庁所在地のベルフォール。
- 1988年、アンドレ・バザン没後30年、ラバルトとともにふたたび新たなテレビドキュメンタリーシリーズ『映画、われらの時代の Cinéma, de notre temps』（製作ARTE）の製作を開始。2003年までに35本をプロデュース。ライフワークとなる。
- 1993年5月14日、出演したドキュメンタリー映画『フランソワ・トリュフォー 盗まれた肖像 François Truffaut: Portraits volés』（監督ミシェル・パスカル、セルジュ・トゥビアナ）がフランスで公開される。
- 2003年5月31日、パリ郊外ヴァル＝ド＝マルヌ県ヴィルヌーヴ＝サン＝ジョルジュの病院で死去。彼女の意志を継ぎ、『映画、われらの時代の』の新作はラバルトが製作を続行している。遺児フローランは1975年に映画界入りして以来、撮影助手をつづけている。アントル・ヴュでの「ジャニーヌ・バザン賞」にその名が遺されている。